# Drosophila macrochaetae
Drosophila macrochaetae är en tvåvingeart som beskrevs av Elmo Hardy 1965. Drosophila macrochaetae ingår i släktet Drosophila och familjen daggflugor.
Artens utbredningsområde är Hawaii.